# Tamás Somló

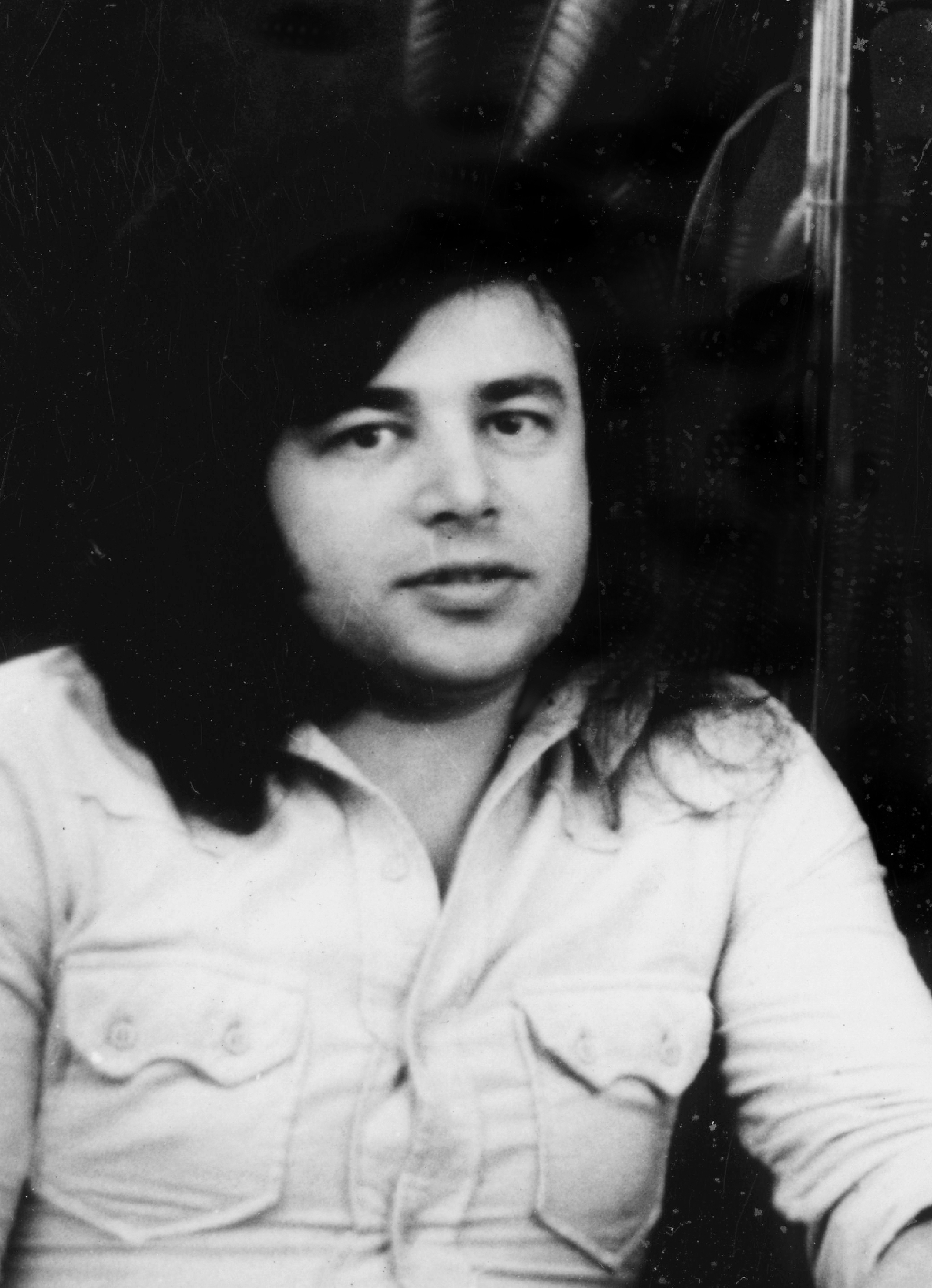
Tamás Somló (1971)

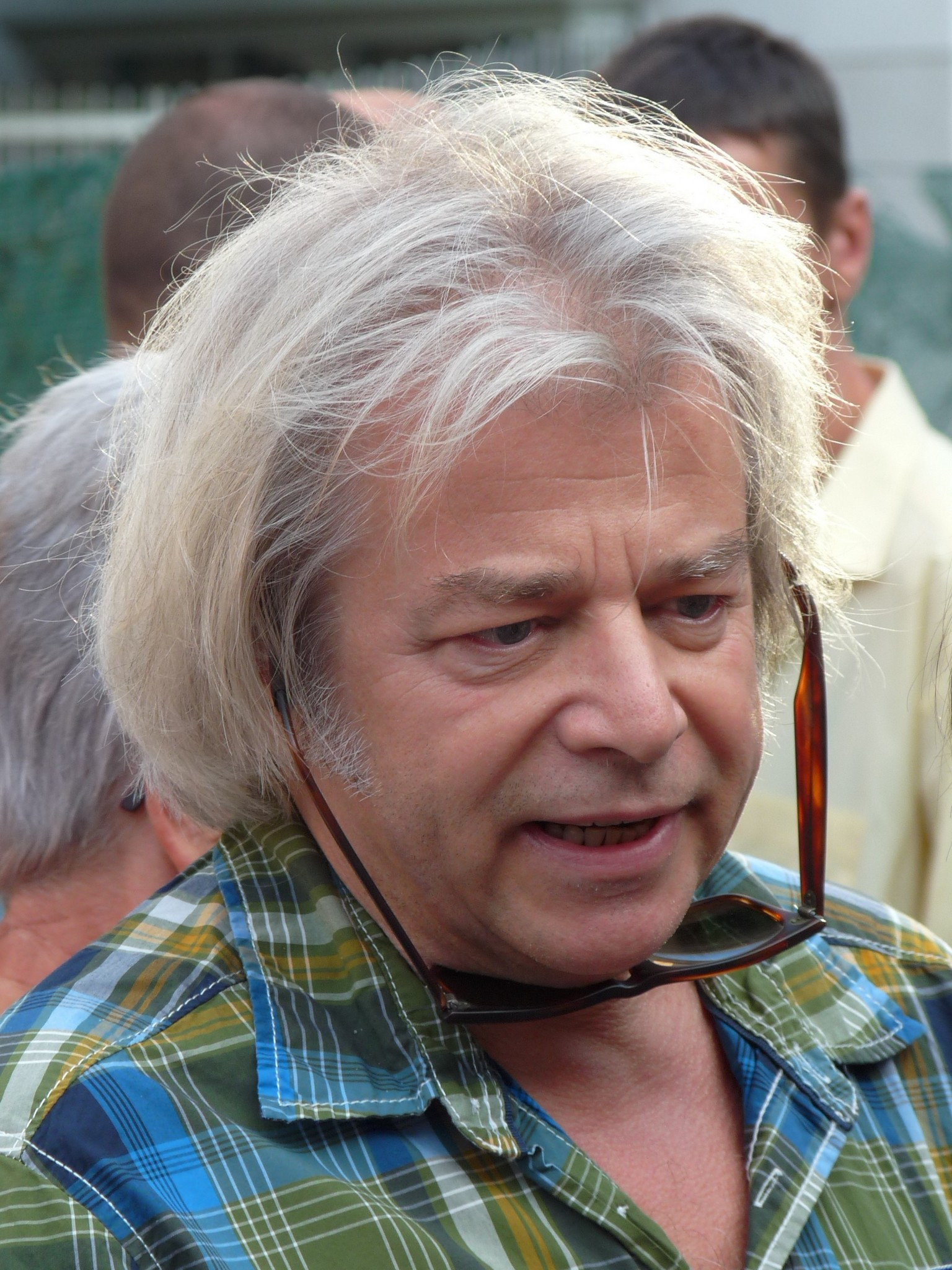
Tamás Somló (2009)

Tamás Somló (* 17. November 1947 in Budapest; † 19. Juli 2016 ebenda) war ein ungarischer Sänger, Songwriter, Multiinstrumentalist und Jurist. Bekannt wurde er als Mitglied der ungarischen Rockband Locomotiv GT.

## Bands
- Omega (1964–1967)
- Kex (1969–1971)
- Non Stop
- Locomotiv GT (1973–2016)

## Soloalben
- Som-ló (1992)
- Semmi cirqsz (1997)
- 50mló koncert (1998)
- Zenecsomag (2000)
- Best Of (2003)
- Egy adag somlói (2007)

## Filme
- Kisváros (1995)
- A korral jár (2009–2011)

## Auszeichnungen
- A Magyar Köztársasági Érdemrend lovagkeresztje (2004)
- Story Ötcsillag-díj (2014)